# Eyalato de Aidin
El eyalato de Aidin, también conocido como Esmirna o Izmir (en turco otomano: ایالت آیدین; Eyālet-i Aydın‎) fue un eyalet del Imperio otomano. 
Después de la abolición del cuerpo de Jenízaros en 1826, se cambiaron las divisiones administrativas del Imperio y el eyalato de Anatolia se dividió en 4. En 1841, la capital se trasladó a Esmirna, solo para volver a Aidin en 1843. Tres años después, en 1846, la capital se trasladó nuevamente a Esmirna. Con la adopción de la ley de vialiatos en 1864, el eyalato fue recreado como el valiato de Aidin.

## Divisiones administrativas
Sanjacados del eyalato a mediados del siglo XIX:
1. Sanjacado de Saruhan (Manisa)
2. Sanjacado de Sığla (Esmirna)[4]
3. Sanjacado de Aydın (Aydın)
4. Sanjacado de Menteşe (Muğla)
5. Sanjacado de Denizli (Denizli)